# Jekaterina Kurysjko
Jekaterina Kurysjko (ukrainska: Катерина Сергіївна Куришко, Katerina Serhijivna Kurysjko), född den 12 april 1949 i Veprik, Ukrainska SSR, Sovjetunionen (nu Ukraina), är en sovjetisk kanotist.
Hon tog OS-guld i K-2 500 meter i samband med de olympiska kanottävlingarna 1972 i München.